# Izora Armstead
Izora Margaret Armstead, nata Rhodes (Houston, 6 luglio 1942 – San Leandro, 16 settembre 2004), è stata una cantautrice e pianista statunitense.
Ebbe grandissimo successo come componente del duo The Weather Girls e si propose da solista facendosi chiamare Izora Armstead per aver preso il cognome del marito. Era nota anche come Izora Rhodes-Armstead, ovvero con entrambi i cognomi.

## Biografia
Afroamericana originaria del Texas, si trasferì da bambina con tutta la famiglia a San Francisco, in California. Alla tenera età di quattro anni iniziò a suonare il piano e a otto si avvicinò al canto gospel. Mahalia Jackson e Clara Ward furono sempre le sue fonti di ispirazione.
Divenne la cantante e pianista principale del San Francisco Inspirational Choir e studiò musica classica al Conservatorio di San Francisco. Si diplomò poi in scienze infermieristiche.
Nel 1975, per mantenere la sua numerosa prole (era madre single di sette bambini), oltre a svolgere la professione di infermiera impartiva lezioni di canto e di pianoforte. Nel 1976 si sposò e aggiunse il cognome del marito al proprio; nel febbraio dello stesso anno, l'amica Martha Wash divenne corista del cantautore disco Sylvester. Questi allora chiese a Martha se conoscesse altre persone che cantavano e fu così che Izora venne presentata a lui. Izora e Martha formarono quindi un duo musicale chiamato Two Tons O 'Fun e inoltre accompagnarono Sylvester come voci di sottofondo. Dal 1982 il duo assunse il nome The Weather Girls, lanciando quindi la celebre hit It's Raining Men.
Scioltasi la formazione nel 1988, Izora intraprese una breve carriera da solista, durata fino al 1991.
Dopo una pausa di tre anni, Izora riformò The Weather Girls, questa volta però con sua figlia Dynelle al posto di Martha Wash, e si trasferì in Germania. Il singolo principale dell'album Can You Feel It raggiunse la seconda posizione nella classifica Dance di Billboard. Il loro album successivo Think Big! fu pubblicato nel dicembre 1995: riscosse consensi grazie anche a un duetto con Jimmy Somerville, Star, cover di uno dei successi di Sylvester.
Nel 2002 il duo registrò un singolo, Get Up, con la formazione tedesca Disco Brothers nel tentativo di rappresentare la Germania all'Eurovision Song Contest di quell'anno.
L'ultima registrazione firmata The Weather Girls fu nel 2004, l'anno stesso della morte di Izora, avvenuta in California il 16 settembre per insufficienza cardiaca. Tutti e sette i figli le erano sopravvissuti. Il funerale si tenne presso la chiesa battista missionaria di San Giovanni a San Francisco. Izora fu quindi sepolta nel Cypress Lawn Memorial Park a Colma, in California.